# Remo Brindisi
Remo Brindisi (* 25. April 1918 in Rom; † 25. Juli 1996 in Comacchio) war ein
italienischer Kunstmaler, Bildhauer, Kunstsammler und Museumsgründer.

## Leben
Remo Brindisi wurde als achtes Kind einer Familie mit elf Kindern in Rom geboren. Er studierte in Pescara, L’Aquila und Rom und besuchte die Kunsthochschule in Urbino. Im Zweiten Weltkrieg war er Soldat in einer Einheit, die in der Nähe des adriatischen Meers in Oberitalien stationiert war. Nach dem Krieg wandte er sich der abstrakten Kunst zu. Zu seinen ersten Kreationen gehören abstrakte Skulpturen, die er aus Holz schnitzte. Nebenher begann er, Werke namhafter Vertreter aller Kunstrichtungen der modernen Kunst, einschließlich des Dadaismus, zu sammeln, darunter Plastiken von Hans Arp, Max Ernst, Oskar Kokoschka und Salvador Dalí, Keramik-Gefäße von Pablo Picasso sowie zahlreiche Ölgemälde und Collagen namhafter Künstler aus Europa, Asien und Amerika. Die Sammelstücke tauschte er zum Teil gegen seine eigenen Werke ein.

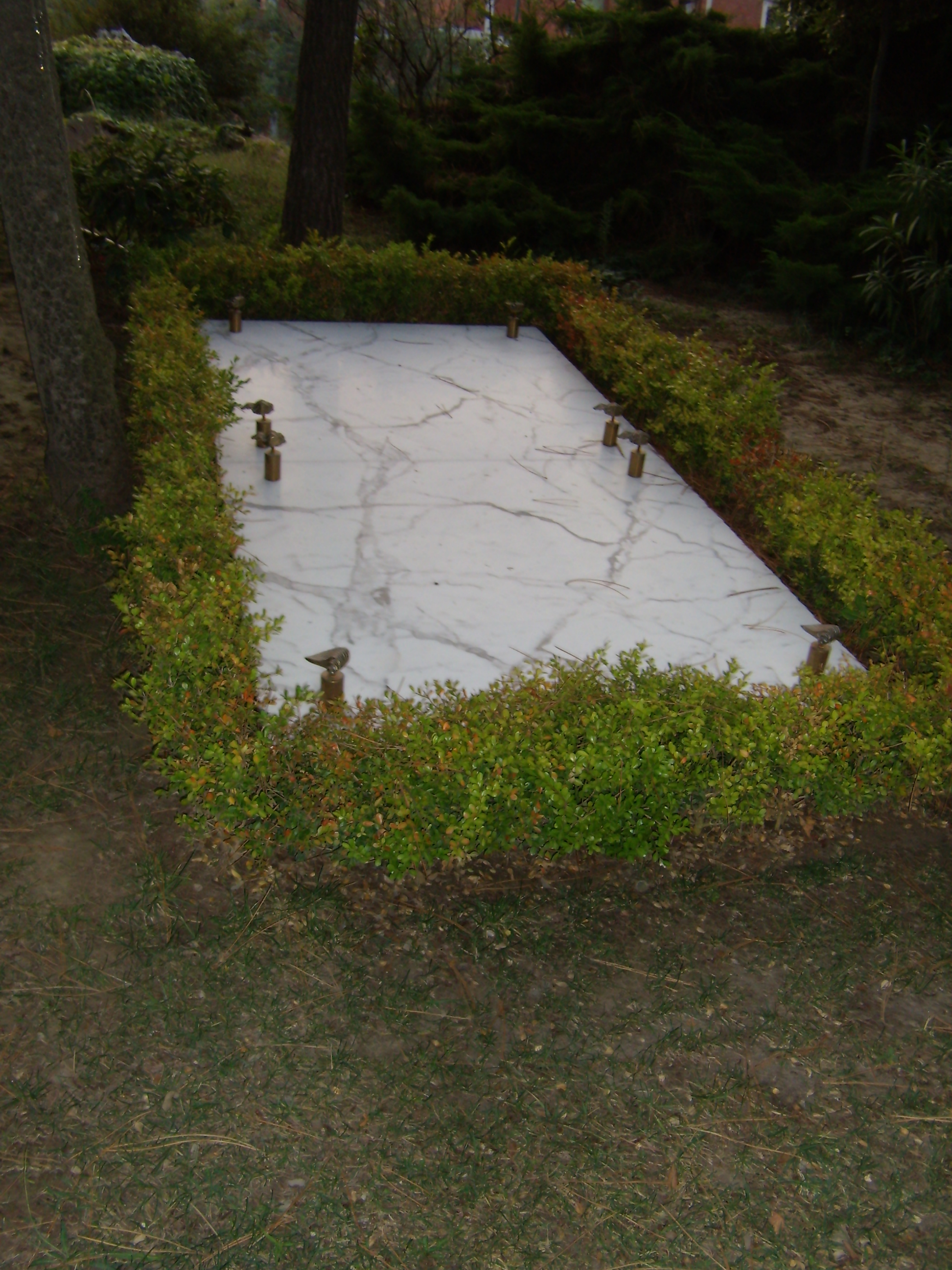
Grabstätte von Remo Brindisi

In den 1960er Jahren zog er von Mailand nach Lido di Spina um, einem zur Gemeinde Comacchio gehörenden Badeort, wo er 1976 seinen Lebenstraum verwirklichen und ein eigenes Museum für moderne Kunst eröffnen konnte, das Casa Museo Remo Brindisi, Via N. Pisano 45, Lido di Spina. Zu dem architektonisch eigenwillig gestalteten dreigeschossigen Gebäude, dessen geräumiges Treppenhaus durchgehend weiß gekachelt ist, gehört ein kleiner Kunstpark, in dem abstrakte Skulpturen aufgestellt sind und in dem während der Badesaison in Kooperation mit der Gemeinde Comacchio regelmäßig kulturelle Veranstaltungen wie musikalische Aufführungen, Dichter-Vorlesungen, Buch-Präsentationen, Talk Shows und andere Begegnungen stattfinden.
Als Remo Brindisi 1996 im Alter von 78 Jahren verstarb, umfasste seine Kunstsammlung rund eintausend Objekte.
Die Gemeinde von Comacchio erfüllte ihm seinen Wunsch, auf seinem eigenen Anwesen in Lido di Spina beigesetzt werden zu dürfen. Brindisis Grabstätte befindet sich in dem kleinen Vorgarten des von ihm gegründeten Museums, das auch seine Arbeitsstätte gewesen war und in dem sich noch heute sein Atelier befindet, das dort ebenfalls besichtigt werden kann.